# Selago rubromontana
Selago rubromontana är en flenörtsväxtart som beskrevs av O.M. Hilliard. Selago rubromontana ingår i släktet Selago och familjen flenörtsväxter. Inga underarter finns listade i Catalogue of Life.